# Хакодате (аэропорт)
Аэропорт Хакодатэ (яп. 函館空港, はこだてくうこうХакодатэ куко; англ.  Hakodate Airport) — государственный узловой международный аэропорт в Японии, расположенный в городе Хакодате префектуры Хоккайдо. Начал работу с 1961 года. Специализируется на внутренних и международных авиаперевозках. Параллельно используется как аэродром Береговой охраны Японии.

## Факты
Примечателен тем, что именно на нём произвёл посадку лётчик-перебежчик В. Беленко, угнавший в Японию новейший советский истребитель-перехватчик МиГ-25 в 1976 году.